# 久米書店
『久米書店』（くめしょてん）は、BS日テレで2014年から放送されている情報番組（書評（ブックレビュー）番組）のシリーズ。司会を務める久米宏の冠番組。
2014年4月から2016年9月まで『久米書店 〜ヨクわかる!話題の一冊〜』として放送され、2016年10月から『久米書店midnight〜夜の本の虫〜』として放送。

## 出演者
- 店主：久米宏
- 店員：壇蜜

## 久米書店 〜ヨクわかる!話題の一冊〜
『久米書店 〜ヨクわかる!話題の一冊〜』（くめしょてん・よくわかる・わだいのいっさつ）は、BS日テレで2014年4月6日から毎週日曜日の18:00 - 18:54（JST）に放送されている情報番組（書評（ブックレビュー））。司会を務める久米宏の冠番組。2016年9月25日放送終了。

### 概要
久米宏は、2009年に放送されていた「クメピポ! 絶対あいたい1001人」（毎日放送製作・TBS系列）以来5年ぶりのテレビ番組でのレギュラー番組となる。
同番組は、久米宏（店主）と壇蜜（店員）の2人が司会を担当し、ゲストが推薦する話題の本、あるいはゲストが著した本などについて、その作風や感想などを述べる。作家・エッセイストだけでなく、様々な分野からゲストを招いている。撮影場所に都内のブックカフェが使用されている。

### 主なコーナー
- 蜜読

壇蜜が名作文学の一節を朗読する。

### 久米書店 〜ヨクわかる!話題の一冊〜リターンズ
過去の放送を再構成して放送される回では「久米書店リターンズ」というタイトルで再放送された。

### テーマ曲
オープニング&エンディング
- The Monotones 「The Book Of Love」

### スタッフ
- 構成：野尻靖之、中本麻理、望月佐一郎
- 編集：今野友貴
- ロゴデザイン：PDIC
- 撮影：片岡高志
- 技術協力：東京サウンドプロダクション
- 協力：DARWIN ROOM
- 制作デスク：佐藤容子
- 演出：佐藤憲正
- プロデューサー：國井真実、朝倉雅彦、丸目博則
- 制作協力：博報堂DYメディアパートナーズ、オフィス・トゥー・ワン
- 製作著作：BS日テレ

## 久米書店midnight〜夜の本の虫〜
『久米書店midnight〜夜の本の虫〜』（くめしょてん・ミッドナイト・よるのほんのむし）は、BS日テレで2016年10月7日から2017年03月31日にかけて、毎週金曜日の23:30 - 翌0:00（JST）に放送されていた情報番組（書評（ブックレビュー））。

### 久米書店midnight〜夜の本の虫〜CLASSIC
過去の放送を再構成して放送される回では「久米書店midnight〜夜の本の虫〜CLASSIC」というタイトルで再放送される。